# 로주나돌리나
로주나돌리나(슬로베니아어: Rožna Dolina), 발디로세(이탈리아어: Valdirose), 로젠탈(독일어: Rosenthal)은 슬로베니아 서부 노바고리차 지방 자치체에 있는 4개 교외 마을(솔칸, 크롬베르크, 프리스타바, 로주나돌리나) 중 하나이다. 이탈리아와 국경을 접해 있다. 1947년까지는 이탈리아 고리치아의 교외 마을 중 하나였으나 1947년 2월 맺은 파리 평화 조약에 따라 슬로베니아 통제 하로 넘어갔다.
로주나돌리나는 10일 전쟁 당시 주요 전투가 일어났던 장소 중 하나이기도 하다.